# Berkin Elvan
Berkin Elvan (Estambul, 5 de enero de 1999 - Estambul, 11 de marzo de 2014) fue un joven de 15 años de edad asesinado por policías en Estambul durante las protestas en Turquía de 2013, luego de permanecer 269 días en coma. Manifestaciones generalizadas estallaron tras su muerte.

## Fallecimiento
En junio de 2013, fue golpeado en la cabeza por una granada de gas lacrimógeno disparada por un oficial de policía en Estambul, mientras salía a comprar pan para su familia. Murió el 11 de marzo de 2014, tras estar 269 días  en coma. Los abogados que representan a la familia dijeron que la condición de Elvan empeoró durante la última semana de su vida, con su peso cayendo de 45 kg a 16 kg. Fue enterrado en el cementerio Feriköy de Estambul.
El 12 de marzo de 2014, cuatro policías testificaron para la investigación en curso sobre el caso de Elvan. En total, 18 agentes de la policía fueron imputados en la investigación, incluyendo los cuatro primeros.

## Reacciones
Tras la muerte de Elvan, estallaron protestas contra el gobierno en varias ciudades de Turquía. También hubo manifestaciones en ciudades de varios países como Núremberg, Londres, París, Viena, Helsinki, Estrasburgo, Estocolmo, Nueva York, Boston, Washington D. C., Ámsterdam, Barcelona, Bielefeld, Berlín, Bruselas, La Haya, Dresde, Duisburgo, Fráncfort del Meno, Hamburgo, Colonia, Lausana, Lisboa, Róterdam, Stuttgart, Varsovia, Seattle, Pensilvania y Toronto.
El primer ministro turco, Recep Tayyip Erdoğan afirmó que el joven era «miembro de una organización terrorista», ya que tenía el rostro cubierto por un pañuelo.
En marzo de 2014 un grupo de rebeldes maoístas atacó una estación de policía en venganza por el asesinato de Elvan.
En enero de 2015, el grupo armado de extrema izquierda Partido Revolucionario Liberación del Pueblo (conocido como DHKP-C por sus siglas en idioma turco) realizó un atentado suicidia en una estación de policía en Estambul, dejando dos fallecidos. Dicho grupo admitió la responsabilidad, justificándolo por la muerte de Elvan y apuntando al partido político gobernante a nivel nacional, el Partido de la Justicia y el Desarrollo, por la represión durante las protestas y por casos de corrupción.
El 31 de marzo de 2015 presuntos miembros del DHKP-C tomaron como rehén al fiscal Mehmet Selim Kiraz en el sexto piso del Palacio de Justicia de Estambul. Exigieron que la policía anunciara los nombres de los cuatro miembros de los servicios de seguridad que dijeron estaban conectados a la muerte de Berkin Elvan. La policía negoció con los pistoleros durante seis horas, pero finalmente irrumpieron en el palacio de justicia «a causa de los disparos escuchados desde el interior de la oficina del fiscal». Los dos hombres armados murieron durante la operación, mientras que el fiscal fue gravemente herido y más tarde falleció a raíz de sus heridas.